# Somkuti Elemér
Somkuti Elemér (Ózd, 1923. október 25. – 2004) magyar erdőmérnök, egyetemi tanár.

## Élete
Alkalmazotti családban született; apja MÁV segédtiszt volt. Középiskolai tanulmányai végeztével Miskolcon érettségizett, 1941-ben. Diplomáját 1949-ben szerezte meg, a József Nádor Műszaki és Gazdaságtudományi Egyetem Bánya-, Kohó- és Erdőmérnöki Karának Erdőmérnöki Szakán, Sopronban.
Ezt követően a Debreceni Erdőigazgatóságnál, majd a Miskolci Erdőrendezőségnél helyezkedett el. Tudományos pályafutását 1952-ben kezdte a Moszkvai Erdőipari Egyetemen, ahol a Magyar Tudományos Akadémia aspiránsaként V. G. Nyeszterov akadémikus tanszékén dolgozott. Kandidátusi értekezését Az erdeifenyő növekedésének néhány sajátossága címmel írta meg, és 1955-ben védte meg Moszkvában, ezzel elnyerve a mezőgazdasági / erdészeti tudomány kandidátusa tudományos fokozatot és a doktori címet.
Hazaérkezését követően az Erdészeti Tudományos Intézet igazgatóhelyettese lett, majd 1958-ban az Erdőmérnöki Főiskola Üzemtani Tanszékére nevezték ki, később a KGST Fa és Cellulóz Állandó Bizottságának megválasztott nemzetközi titkára lett. Egyetemi tanárrá 1962-ben nevezték ki, már a tanszéke vezetőjeként, a földművelésügyi miniszter 1962. július 31-i előterjesztése alapján.
A Sopronban megkezdett oktatói és tudományos tevékenysége 1966 után, egyéb feladatok miatt megszakadt: 1966-1969 között a budapesti Faipari Kutatóintézet igazgatójaként tevékenykedett, majd 1969-1975 között a KGST moszkvai titkárságán faipari külszolgálati megbízást látott el. 1976-ban tért vissza Sopronba, ahol ismét tanszékvezető egyetemi tanár lett az Erdészeti és Faipari Egyetem Üzemtani Tanszékén.
1985-ben szerezte meg a Magyar Tudományos Akadémián a mezőgazdasági (erdészeti) tudomány doktora tudományos fokozatot Erdészeti termelés a fejlesztési feladatok tükrében című disszertációjával. A nyugdíjkorhatár eléréséig, 1988-ig vezette a tanszékét, de még azt követően is megbízták az erdészeti üzemgazdaságtani tárgyak további gondozásával.
1962-1965 között ő töltötte be az Erdőmérnöki Kar dékáni tisztét és átmenetileg az egyetem helyettes vezetői tisztségét is. 1976-tól nyugdíjazásáig volt a Kari Tanács tagja, közben, 1978-79 között ismét rektorhelyettesként is tevékenykedett. Tagja, illetve elnöke volt a Magyar Tudományos Akadémia több bizottságának és testületének.
Tudományos munkásságát számos publikáció dokumentálja. Társszerzője volt 6 szakkönyvnek, a szaksajtóban pedig több mint 80 cikket publikált. Magyarország gazdasági átalakulásával kapcsolatban főleg az erdőtörvény, a földforgalom és az erdőgazdálkodás szervezeti és tervezési feladatainak újonnan fellépő problémái, valamint a környezet terhelésével és védelmével kapcsolatos kérdések foglalkoztatták.
Kiváló orosz és német nyelvtudással rendelkezett, amit jól kamatoztatott a nemzetközi tudományos kapcsolatok kiépítésében. Elismert tagja volt a szláv nyelvterületen működő erdészeti és faipari ökonómiával foglalkozó tanszékek rendszeres tudományos konferenciáinak. Meghatározó résztvevője volt a göttingeni és a soproni egyetemek erdészeti karai között 1984-ben kötött tudományos együttműködési megállapodásnak; ez utóbbival kapcsolatos kutatómunkája elismeréseként 1990-ben átvehette a német intézmény által adományozott Heinrich-Christian-Burckhardt-emlékérmet.
Eredményes munkája elismeréseként több más kitüntetésben is részesült. 1961-ben az Erdészet Kiváló Dolgozója, 1963-ban a Szocialista Munkáért Érdemérem tulajdonosa lett. A Munka Érdemrend ezüst fokozatát 1968-ban kapta meg, 1974-ben pedig KGST Jubileumi Emlékérmet kapott.
1991. július 1-jén vonult nyugállományba, de még nyugdíjasként is sokáig állt kapcsolatban a tanszék munkájával és aktív résztvevője maradt több tudományos fórumnak. Eredményekben gazdag életútja elismeréseként 2004. augusztus 20-án a Földművelésügyi és Vidékfejlesztési Minisztérium az Életfa emlékplakett kitüntetés ezüst fokozatát adományozta a számára.